# Bridge Ndilu
Bridge Ndilu (Le Mans, 21 luglio 2000) è un calciatore francese, attaccante svincolato.

## Caratteristiche tecniche
È un centravanti.

## Carriera
Cresciuto nel settore giovanile del Laval, debutta in prima squadra il 20 dicembre 2017 in occasione dell'incontro di Championnat National pareggiato 1-1 contro il Les Herbiers. Nel giugno 2019 viene acquistato a titolo definitivo dal Nantes.
Il 17 settembre 2022 viene acquistato a titolo temporaneo dal SO Cholet.
Dopo appena una stagione in cui mette a segno tre reti in 24 presenze, torna al Nantes che, il 31 agosto 2023, lo cede a titolo definitivo ai campioni in carica lussemburghesi del Swift Hesperange.
L’esperienza con i lussemburghesi si rivela poco proficua e dopo una presenza (in coppa nazionale) viene svincolato dal club stesso. 

## Statistiche

### Presenze e reti nei club
Statistiche aggiornate al 28 gennaio 2024.
| Stagione        | Squadra          | Campionato      | Campionato | Campionato | Coppe nazionali | Coppe nazionali | Coppe nazionali | Coppe continentali | Coppe continentali | Coppe continentali | Altre coppe | Altre coppe | Altre coppe | Totale | Totale | Totale |
| Stagione        | Squadra          | Comp            | Pres       | Reti       | Comp            | Pres            | Reti            | Comp               | Pres               | Reti               | Comp        | Pres        | Reti        | Pres   | Reti   |        |
| --------------- | ---------------- | --------------- | ---------- | ---------- | --------------- | --------------- | --------------- | ------------------ | ------------------ | ------------------ | ----------- | ----------- | ----------- | ------ | ------ | ------ |
| 2017-2018       | Laval 2          | N3              | 14         | 5          |                 | -               | -               |                    | -                  | -                  |             | -           | -           | 14     | 5      |        |
| 2018-2019       | Laval 2          | N3              | 13         | 3          |                 | -               | -               |                    | -                  | -                  |             | -           | -           | 13     | 3      |        |
| Totale Laval 2  | Totale Laval 2   | Totale Laval 2  | 27         | 8          |                 | 0               | 0               |                    | -                  | -                  |             | -           | -           | 27     | 8      |        |
| 2017-2018       | Laval            | N               | 13         | 2          | CF+CdL          | 0               | 0               |                    | -                  | -                  |             | -           | -           | 13     | 2      |        |
| 2018-2019       | Laval            | N               | 16         | 4          | CF+CdL          | 0               | 0               |                    | -                  | -                  |             | -           | -           | 16     | 4      |        |
| Totale Laval    | Totale Laval     | Totale Laval    | 29         | 6          |                 | 0               | 0               |                    | -                  | -                  |             | -           | -           | 29     | 6      |        |
| 2019-2020       | Nantes 2         | N2              | 14         | 6          |                 | -               | -               |                    | -                  | -                  |             | -           | -           | 14     | 6      |        |
| 2020-2021       | Nantes 2         | N2              | 2          | 1          |                 | -               | -               |                    | -                  | -                  |             | -           | -           | 2      | 1      |        |
| 2019-2020       | Nantes           | L1              | 0          | 0          | CF+CdL          | 1+0             | 0               |                    | -                  | -                  |             | -           | -           | 1      | 0      |        |
| 2020-2021       | Nantes           | L1              | 6          | 0          | CF              | 1               | 0               |                    | -                  | -                  |             | -           | -           | 5      | 0      |        |
| 2021-2022       | Quevilly-Rouen   | L2              | 17         | 1          | CF              | 4               | 2               |                    | -                  | -                  |             | -           | -           | 21     | 3      |        |
| ago.-set. 2022  | Nantes 2         | N2              | 3          | 0          |                 | -               | -               |                    | -                  | -                  |             | -           | -           | 3      | 0      |        |
| Totale Nantes 2 | Totale Nantes 2  | Totale Nantes 2 | 19         | 7          |                 | 0               | 0               |                    | -                  | -                  |             | -           | -           | 19     | 7      |        |
| ago.-set. 2022  | Nantes           | L1              | 0          | 0          | CF              | 0               | 0               | UEL                | -                  | -                  | SF          | -           | -           | 0      | 0      |        |
| Totale Nantes   | Totale Nantes    | Totale Nantes   | 6          | 0          |                 | 2               | 0               |                    | -                  | -                  |             | -           | -           | 8      | 0      |        |
| set. 2022-2023  | SO Cholet        | N               | 24         | 3          | CF              | 0               | 0               |                    | -                  | -                  |             | -           | -           | 24     | 3      |        |
| 2023-2024       | Swift Hesperange | DN              | 0          | 0          | CL              | 1               | 0               | UCL+UECL           | -                  | -                  |             | -           | -           | 1      | 0      |        |
| Totale carriera | Totale carriera  | Totale carriera | 122        | 25         |                 | 7               | 2               |                    | -                  | -                  |             | -           | -           | 129    | 27     |        |